# Syneches stigmaticalis
Syneches stigmaticalis är en tvåvingeart som beskrevs av Mario Bezzi 1909. Syneches stigmaticalis ingår i släktet Syneches och familjen puckeldansflugor. Inga underarter finns listade i Catalogue of Life.